# Julia Roddar
Julia Roddar est une footballeuse internationale suédoise née le 16 février 1992. Actuellement avec Kopparbergs/Göteborg FC, elle évolue au poste de milieu de terrain.

## Carrière

### En club
Elle intègre en 2017 le club de Kopparbergs/Göteborg FC, un habitué du plus haut niveau. 

### En sélection
Elle connait sa première sélection en équipe première le 24 octobre 2017 face à la Hongrie lors des Éliminatoires de la Coupe du monde 2019.
Le 16 mai 2019 elle est convoquée dans l'équipe de Suède devant disputer la Coupe du monde 2019 qui a lieu en France ; les Suédoises terminent troisièmes du tournoi.

## Palmarès

### En club

#### AvecKopparbergs/Göteborg FC
- Vice-championne du Championnat de Suède 2018.

### En sélection
- Coupe du monde
  - Troisième en 2019